# Félix de Dunwich
Félix de Dunwich, também conhecido como Félix da Burgúndia, foi um santo e o primeiro bispo dos anglos orientais. Ele é amplamente considerado como a pessoa que introduziu o cristianismo na região. Quase tudo o que se sabe sobre ele está na História Eclesiástica do Povo Inglês, obra do monge Beda de circa 731, e na Crônica Anglo-Saxônica. Beda elogiou Félix por libertar "toda a província da Ânglia Oriental de uma longa história de infelicidade e injustiça".
Félix, que era natural do reino franco da Burgúndia, pode ter sido um sacerdote em um dos mosteiros na Frância fundados pelo missionário irlandes Columbano: a existência de um bispo de Châlons com o mesmo nome pode ser mais do que coincidência. Félix viajou de sua terra natal até Cantuária antes de ser enviado por Honório em missão ao reino de Sigeberto da Ânglia Oriental por volta de 630 e, segundo uma lenda local, por mar até Babingley em Norfolk. Ao chegar na Ânglia, Sigeberto concedeu-lhe uma sé em Dommoc (provavelmente Dunwich em Suffolk). De acordo com Beda, Félix ajudou Sigeberto a fundar uma escola em seu reino "onde os garotos podiam aprender as letras". Ele morreu em 8 de março de 647 (ou 648), tendo sido bispo por dezessete anos. Suas relíquias foram transladadas de Dommoc para a Abadia de Soham e dali para Ramsey.
Após sua morte, Félix passou a ser venerado como santo e há diversas igrejas inglesas dedicadas a ele. Sua festa se comemora em 8 de março.

## Primeiros anos

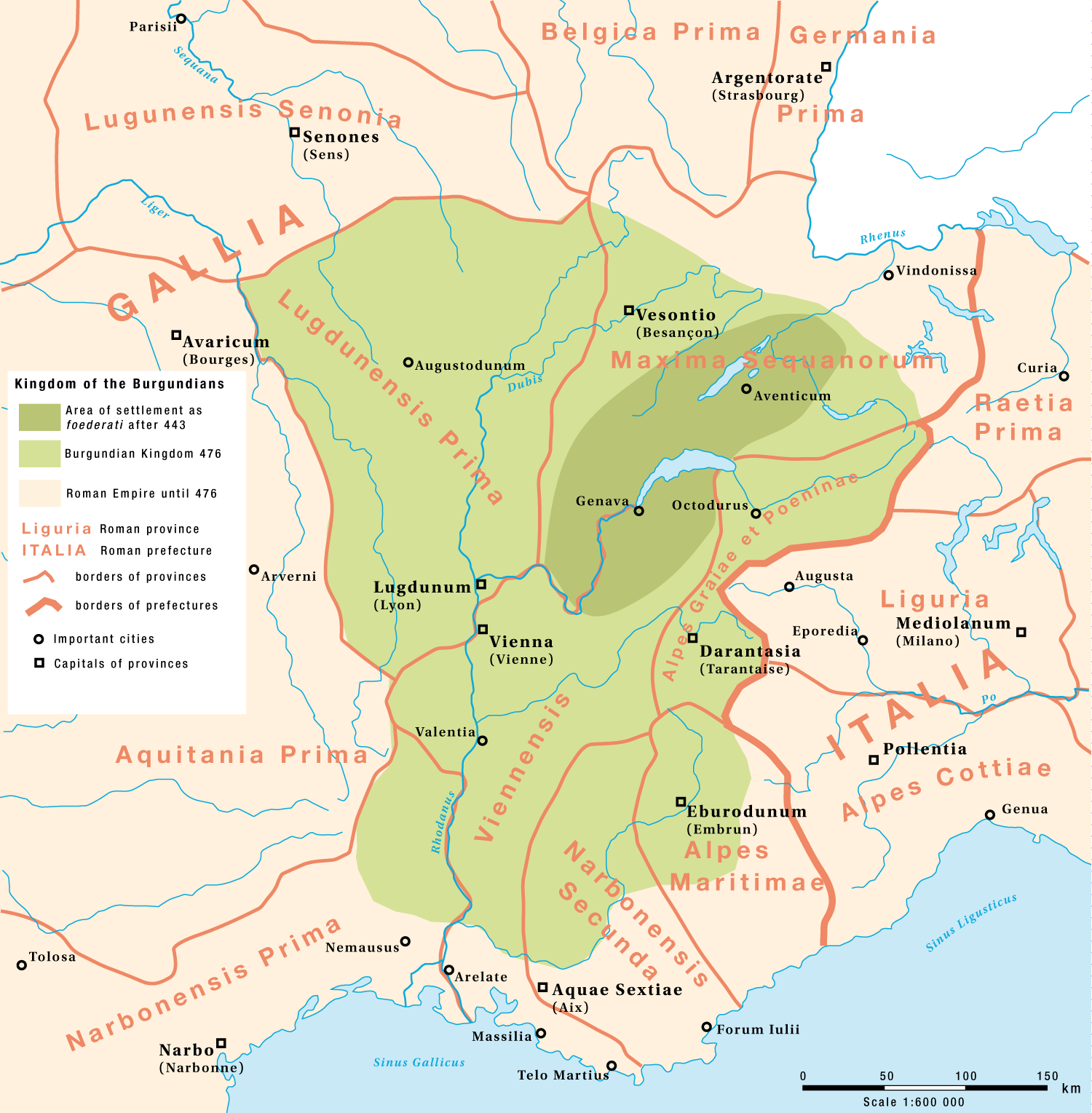
Reino da Burgúndia, terra natal de Félix, no século VI.

Félix é natural do reino franco da Burgúndia, embora seu nome, comum, não permita aos historiadores que concluam definitivamente sobre sua nacionalidade. De acordo com Beda, ele foi ordenado em sua terra natal.
É possível que Félix esteja associado com a atividade missionária irlandesa na Frância, que estava centrada na Burgúndia e particularmente ligada a Columbano e à Abadia de Luxeuil. Columbano chegou a Frância por volta de 590 depois de deixar Bangor juntamente com doze companheiros, num exílio voluntário. Assim que chegou, Columbano foi encorajado e permanecer e, por volta de 592, ele se assentou em Annegay, mas foi então forçado a encontrar um lugar alternativo para um mosteiro em Luxeuil quando leigos e doentes começaram a chegar de todas as partes buscando a ajuda dos recém-chegados monges.
A ligação entre a dinastia governante dos Ufingas e a abadessa Burgundofara na Abadia de Faremoutiers era um exemplo das associações que existiam na época entre a Igreja na Ânglia Oriental e as instituições religiosas da Frância. Elas se deviam em parte à obra de Columbano e seus discípulos em Luxeuil: juntamente com Eustácio, seu sucessor, Columbano inspirou Burgundofara a fundar a abadia de Foremoutiers. Já se sugeriu que a conexão entre os discípulos de Columbano (que influenciaram fortemente os cristãos da Burgúndia Setentrional) e Félix ajudam a explica como os Ufingas criaram suas ligações com Faremoutiers. Higham relata várias hipóteses para a origem de Félix, incluindo Luxeuil, Châlons ou as redondezas de Autun. Outros historiadores fizeram conexões entre Félix e Dagoberto I, que, por sua vez, estava ligado tanto ao rei Sigeberto quanto a Amando, um discípulo de Columbano.
McLure e Collins contam que havia um bispo chamado Félix na diocese de Châlons em 626 ou 627 e sugerem a possibilidade de que Félix possa ter se tornado um fugitivo político ao perder a sé em Châlons após a morte de Clotário II em 629.

## Chegada ao Reino da Ânglia Oriental
Félix é mencionado na Crônica Anglo-Saxônica, uma coleção de anais compilada no final do século IX. O anal para 633 no "manuscrito A" da Crônica afirma que Félix "pregou a fé de Cristo para os anglos orientais". Outra versão da Crônica, "manuscrito F", escrita no século XI tanto em inglês antigo quanto em latim, elabora mais sobre esta pequena frase do "manuscrito A":
| “ | Eis que veio da região da Burgúndia um bispo chamado Félix, que pregou a fé para o povo da Ânglia Oriental; convidado pelo rei Sigeberto; ele recebeu seu episcopado em Dommoc, onde permaneceu por dezessete anos. | ” |
|   | — Crônica Anglo-Saxônica, Ano 633. |   |

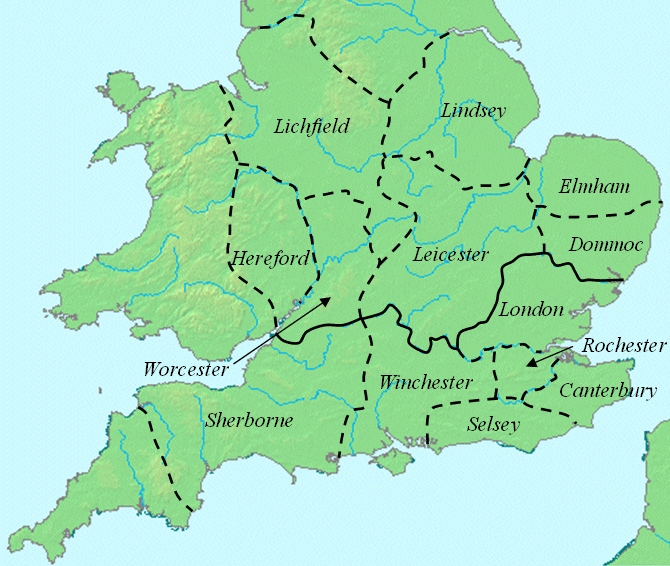
Dioceses da Inglaterra anglo-saxônica. Dommoc, a diocese de Félix, à esquerda.

Beda descreve como os esforços do rei Sigeberto "foram nobremente promovidos pelo bispo Félix, que, enviado de Honório, o arcebispo, vindo das terras da Burgúndia, onde ele nasceu e foi ordenado, e tendo informado-lhe o que desejava, foi enviado por ele para pregar a Palavra da vida para a já mencionada nação dos anglos.". Fontes posteriores tendem a discordar desta versão dos eventos de Beda e da Crônica, porém. O Liber Eliensis, uma história e crônica inglesa, escrita por Ely Abbey no século XII, afirma que Félix veio com Sigeberto da Frância e só então foi ordenado bispo da Ânglia Oriental. De acordo com outra versão da história, Félix viajou da Gália e alcançou o povoado de Babingley pelo rio Babingley, de onde então ele teria ido para Cantuária e ordenado bispo por volta de 630-631 pelo arcebispo Honório.
A chegada de Félix na Ânglia Oriental parece ter coincidido com o início de um novo período de ordem iniciado por Sigeberto depois do assassinato de Erpenvaldo (Eorpwald) e aos três anos de apostasia que se seguiram. Sigeberto se tornara um devoto cristão antes de retornar de um exílio na Frância para se tornar rei e a sua ascensão pode ter sido um fator decisivo para que Félix viajasse para a região. Peter Hunter desafia a afirmação das fontes que citam Félix e Sigeberto viajando juntos da Frância para a Inglaterra, uma vez que, na sua opinião, a a "História Eclesiástica do Povo Inglês" de Beda implica que Félix foi para a Ânglia Oriental por causa de Honório de Cantuária.

## Bispo dos anglos
Logo após a sua chegada à corte de Sigeberto, Félix fundou uma igreja em Dommoc, sua sé episcopal, que se acredita ser Dunwich, na costa de Suffolk. Desde então, Dunwich foi quase completamente destruída pelos efeitos da erosão na costa. Outros historiadores sugerem como alternativa para a sé de Félix a vila costeira de Walton, perto de Felixstowe, onde havia um forte romano. Uma igreja e um priorado foram dedicados a ele ali por Rogério, o Intolerante em 1105.
Beda relatou que Félix fundou uma escola "onde os garotos podiam aprender as letras" para prover Sigeberto com professores. Não há evidências de que a escola de Félix tenha se localizado em Soham, como é defendido por fontes posteriores. Beda não é claro sobre a origem dos professores da escola, que podem ter sido de Kent ou similares aos que ali se encontravam. O Liber Eliensis menciona que ele também fundou a Abadia de Soham, em Cambridgeshire, e também uma igreja em Reedham: "De fato, é possível ler numa fonte inglesa que São Félix foi o fundador original do antigo mosteiro de Sehem e da igreja em Redham". De acordo com Margaret Gallyon, tamanho enorme da diocese de Ânglia Oriental tornaria "muito provável" a fundação de uma segunda instituição religiosa em Soham.
Durante seus anos como bispo, a Igreja da Ânglia Oriental foi ainda mais fortalecida quando Fursey chegou da Irlanda e fundou um mosteiro em Cnobheresburg, provavelmente uma região próxima ao Castelo de Burgh em Norfolk.

## Morte e veneração
Félix morreu em 647 ou 648 após ter sido bispo por dezessete anos. Depois de sua morte, que provavelmente ocorreu durante o reinado de Ana da Ânglia Oriental, Tomás, um nativo de Fenlândia, se tornou o segundo bispo dos anglos orientais. Félix foi enterrado em Dommoc, mas suas relíquias foram, posteriormente, transladadas para Soham, segundo o historiador inglês do século XII Guilherme de Malmesbury.
Seu santuário foi dessecrado pelos viquingues e sua igreja, destruída. Algum tempo depois, "procurou-se o corpo do santo e ele foi encontrado enterrado na Abadia de Ramsey". A abadia era conhecida na época pelo seu entusiasmo em colecionar relíquias de santos e, no que parece ser uma tentativa de vencer os rivais da abadia em Ely, os monges de Ramsey escaparam remando pelos espessos pântanos de Fenland levando consigo os precisos restos do bispo.
A festa de Félix é celebrada em 8 de março. Há seis igrejas dedicadas ao santo, todas localizadas em North Yorkshire e East Anglia. De acordo com a convenção medieval da cidade de Bury St Edmunds, conhecida como Liber Albus, acredita-se que Félix tenha visitado Babingley, a noroeste de Norfolk e  maden… … the halige kirke'  - "construído a santa igreja".
A vila de Felixkirk (em Yorkshire) e a cidade de Felixstowe podem ter sido batizadas em homenagem ao santo, embora um significado alternativo para Felixstowe, "the stow of Filica" ("a despensa de Filica"), tenha sido proposto.